# Interstate 75 (Floride)
Cet article traite d'une section intra-État de l'autoroute. Pour l'article traitant de l’autoroute au complet, référez-vous à Interstate 75.
L'interstate 75 en Floride est un segment de l'Interstate 75, une autoroute nord-sud qui relie la Floride au Michigan, mesurant un peu moins de 3000 kilomètres au total. Cette autoroute relie notamment les villes de Miami, Tampa, Atlanta, Chattanooga, Cincinnati et Détroit.
Dans la section la plus au sud, en Floride, elle est la principale autoroute liant Miami et Tampa, traversant la région sauvage des Everglades, puis suit la côte ouest de la Floride. Elle est d'ailleurs la principale autoroute connectrice des principales villes situées le long de la côte ouest floridienne. Elle relie l'État à la Géorgie au nord. Dans sa section en Floride, l'Interstate 75 mesure 757 kilomètres, et il s'agit de la plus longue section de l'Interstate 75 dans un même État.

## Tracé

### Grand Miami
Le terminus sud l'Interstate 75 est situé à l'échangeur entre les routes 826 et 924 de Floride, au nord-ouest de Hialeah, et ce point est le terminus sud de tout l'Interstate 75 dans les États-Unis. Elle commence par se diriger vers l'ouest sur une courte distance (moins qu'un mile), puis bifurque vers le nord en croisant le Florida's Turnpike (route 821 de Floride) au mile 4. Elle possède quelques courbes sur ses 15 prochains miles, alors qu'elle passe dans l'ouest de la ville de Pembroke Pines, une des banlieues du grand Miami. La région à l'est de l'autoroute entre les miles 4 et 19 est urbanisée, tandis que la région à l'ouest est beaucoup moins urbanisée. Au mile 19, elle croise l'Interstate 595 est vers Fort Lauderdale et la route 869 nord vers Coral Springs, tandis qu'à cet échangeur, l'I-75 tourne abruptement vers l'ouest dans un tournant à un peu plus de 90°. Le territoire devient ensuite beaucoup moins urbanisé alors qu'elle quitte la région du grand Miami en croisant la U.S. Route 27 au mile 23.

### Alligator Alley
Au mile 23, après que l'Interstate 75 ait croisée la US 27, elle passe au nord de Weston, puis fait son entrée dans le territoire sauvage du sud de la Floride, les Everglades. Elle traverse entièrement la Floride selon un axe ouest-est dans cette section, qui est aussi appelée l'Alligator Alley ou la Everglades Parkway. Cette section de l'Interstate 75 est à péage, et c'est la seule section à péage de l'autoroute excepté la section du pont Mackinac dans le nord du Michigan.
L'Alligator Alley couvre les miles 23 à 101, et dans ce segment, l'Interstate 75 ne possède que 4 échangeurs (23, 49, 80 et 101), ce qui fait que la distance entre les sorties est très grande. De plus, elle ne possède aucune courbe majeure sur cette section, longue de 78 miles. Entre les sorties 49 et 80, l'I-75 est dans le territoire du parc national des Everglades.

### Naples à Tampa
Après l'Alligator Alley, elle redevient une autoroute sans péage, alors qu'elle courbe vers le nord au mile 102 pour suivre la côte ouest de la Floride. À partir de cette sortie, elle devient la principale autoroute connectrice entre les villes de la côte ouest. Elle continue de se diriger vers le nord sur 49 miles, puis passe à l'est de Fort Myers entre les miles 138 et 142. Elle courbe légèrement vers l'ouest pour rejoindre Port Charlotte et Punta Gorda 25 miles plus loin (miles 164 à 167. Par la suite, elle tourne vers l'ouest entre les miles 175 et 193, jusqu'à Venice, où elle revient vers le nord en passant à l'est de la région de Sarasota et de Bradenton entre les miles 200 et 220. Au mile 228, au nord-est de Palmetto, elle croise l'interstate 275 vers la Sunshine Skyway, St. Petersburg et Tampa. L'Interstate 75 tourne alors vers le nord-nord-est pour suivre la rive est de la baie de Tampa (Tampa Bay), puis traverse la région plus urbanisée de Brandon et de l'est de Tampa entre les miles 254 et 261. Elle croise notamment la route 618 ouest vers le centre-ville de Tampa et l'Interstate 4 vers le centre de la Floride et Orlando entre autres.

### Tampa à la Géorgie

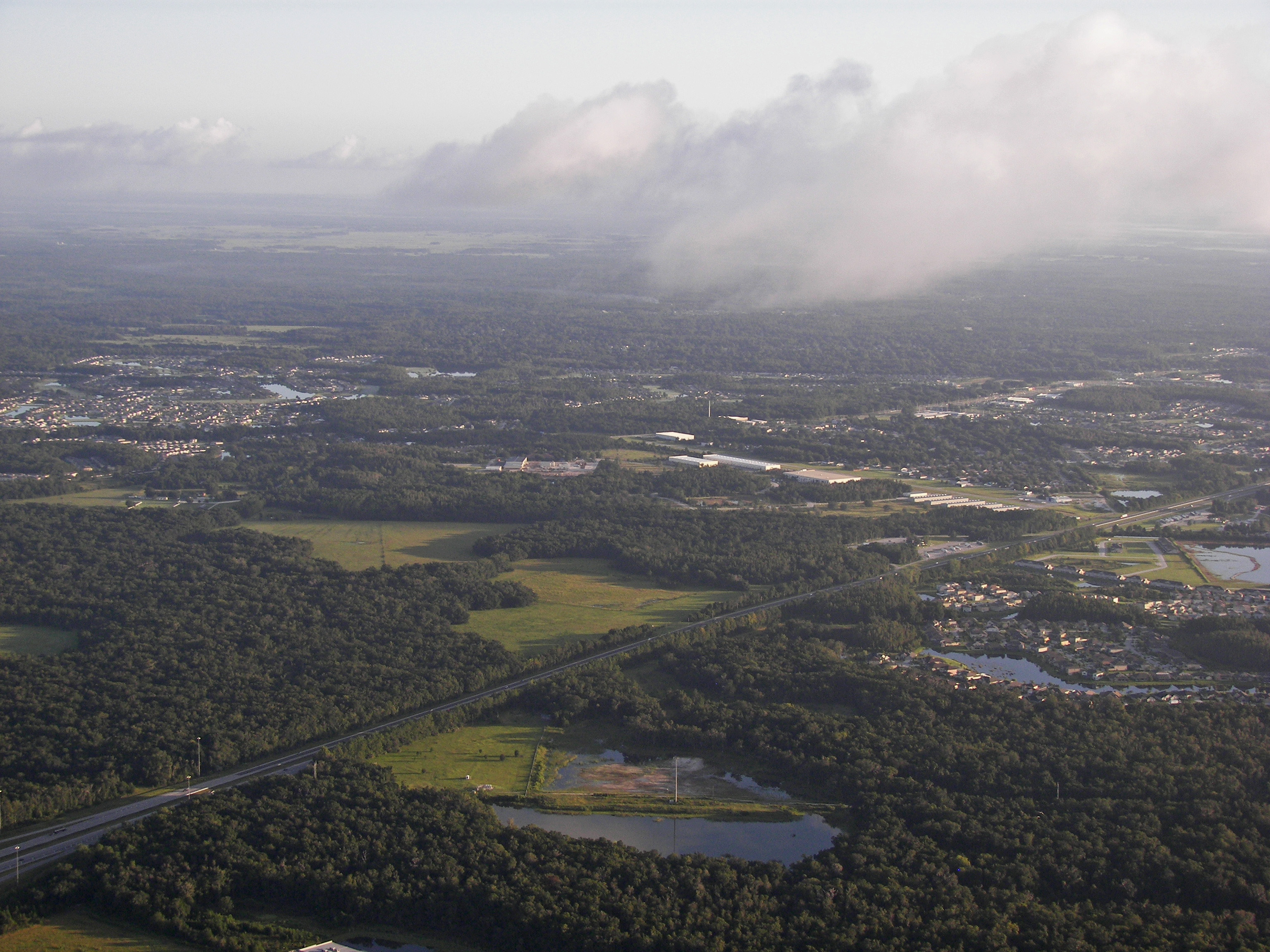
L'interstate 75 en avant-plan, de la comté de Pasco, au nord de Tampa.

Après la région de l'est de Tampa, elle continue de se diriger vers le nord pour croiser l'Interstate 275 13 miles au nord de son échangeur avec l'Interstate 4. Elle tourne ensuite vers le nord-nord-est pour 50 miles en traversant une région plus isolée, puis elle croise le Florida's Turnpike au mile 328, et ce point est le terminus nord du Turnpike.
Elle se dirige ensuite vers le nord pour 30 miles en passant à l'ouest de Ocala entre les miles 350 et 354. Elle rejoint par la suite Gainesville, l'Interstate 75 passant à l'ouest de la ville entre les miles 382 et 387. Pour les 40 prochains miles, elle traverse la portion centre-nord de la Floride en traversant un territoire isolé, puis croise l'Interstate 10 au mile 435 au nord-l'ouest de Lake City, vers Pensacola, Jacksonville et Mobile entre autres. L'Interstate 75 se dirige par la suite vers le nord-ouest pour ses 30 derniers miles dans l'état, jusqu'à la frontière avec la Géorgie, à l'ouest de Jennings. Macon est situé 160 miles au nord de la frontière, et Atlanta, 240 miles.

## Historique
La section de l'Alligator Alley fut bâtie par la compagnie de construction H. L. Mills en tant qu'une route à péage à 2 voies (une par direction) connectant les deux rives de la Floride, et elle était désignée comme la route 84 (qui est aujourd'hui la désignation cachée de la route). Après qu'il fut décidé en 1973 que l'extension de l'Interstate 75 entre Tampa et Miami allait prendre le tracé de cette route et non celui de la Tamiami Trail, située plus au sud, la section de l'Alligator Alley fut élargie à 4 voies entre 1986 et 1992, avec de nombreux ponts construits pour permettre aux animaux de circuler librement, en passant en-dessous. Ceci aida à réduire l'impact environnemental de l'autoroute en plus de la rendre plus sécuritaire en réduisant les risques de collisions avec un animal sur l'autoroute. 
Le nom fut donné par l'Association Américaine de l'Automobile durant la planification; ils croyaient que c'était inutile pour les automobiles, plus littéralement une "allée pour les alligators". Toutefois, puisque les alligators fréquentent souvent les allées d'eau le long de l'autoroute, le surnom devint propre à cette section de l'Interstate 75.
Originellement, l'Interstate 75 devait se terminer à Tampa, sur le terminus ouest actuel de l'Interstate 4, et elle fut complétée en 1969. Dans le milieu des années 1960, le gouvernement de la Floride proposa de construire une autoroute à péage entre Tampa et Fort Lauderdale, à travers l'Alligator Alley. Ces plans furent annulés en 1968, alors qu'il fut annoncé que l'Interstate 75 serait prolongée vers le sud, vers Naples et le sud de la Floride. À la suite de la construction de l'Interstate 75 jusqu'à Miami, une voie de contournement fut construite à l'est de Tampa, initialement planifié pour l'être l'I-75E, et l'autoroute actuelle jusqu'à St. Petersburg, la 75. Toutefois, avant la construction complétée, l'I-75 fut déplacée pour prendre la voie d'évitement à l'est pour remplacer l'I-75E, et l'interstate 275 fut créée sur l'ancienne route.
De Naples, l'I-75 devait suivre le tracé actuel de la U.S. Route 41 (Tamiami Trail), et connecter jusqu'à l'interstate 95 sur l'actuelle route 836 (Dolphin Expressway). En raison des problèmes environnementaux de la Tamiami Trail et du fait que l'on voulait déjà rendre l'Alligator Alley plus sécuritaire, elle fut transformer en autoroute conforme aux standards autoroutiers des Interstates. Après avoir prolonger l'I-75 au sud de l'Interstate 595, l'Interstate 75 devait se terminer sur l'Interstate 95 à North Miami, à l'actuel échangeur Golden Globes. Cependant, dû à l'opposition locale, l'I-75 ne fut pas construite à l'est de son terminus actuel, à la hauteur de la Palmetto Expressway. La toute dernière section à être construite en Floride pour l'I-75 est une petite section de l'Alligator Alley en 1993.
En janvier 2000, l'aire de service à l'ouest de l'Alligator Alley fut dédiée à Edward J. Beck, un agent pour un poste de péage tué le 30 janvier 1974 alors qu'il était au travail. Le 28 janvier 2002, le département des transports de la Floride commencèrent le transfert de la numérotation des sorties du séquentiel vers la numérotation sur distances.
Une tentative de privatiser l'Alligator Alley échoua en mai 2009.

## Futur
D'ici 2016, l'échangeur entre l'Interstate 75, le terminus nord du Florida's Turnpike et la route 44 (sortie 328 et sortie 329) devrait être reconstruit pour éliminer la sortie à gauche de l'Interstate 75 sud vers le Florida's Turnpike sud. Il devrait aussi y avoir des voies collectrices de part et d'autre de l'autoroute pour améliorer l'efficacité de l'échangeur.

## Disposition des voies

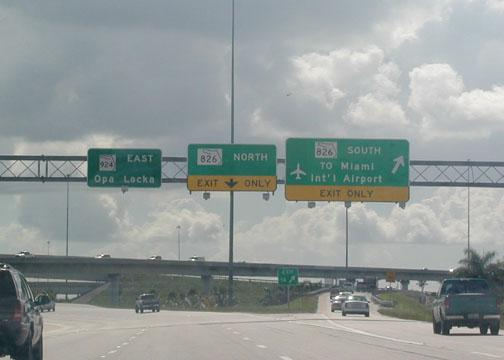
Le terminus sud de l'Interstate 75 à Hialeah.

De son terminus sud jusqu'au mile 19 (échangeur avec l'Interstate 595), elle est une autoroute à 8 voies (4-4), et excède même 10 voies par moments (5-5) entre les échangeurs dans Pembroke Pines et Davie. Entre les miles 19 et 23, elle passe subitement d'une autoroute de 10 à 4 voies (2-2), alors qu'elle quitte le grand Miami. Durant toute la section de l'Alligator Alley, elle est une autoroute à 4 voies. Entre les miles 105 et 141, soit entre Naples et Fort Myers, elle redevient une autoroute à 6 voies (3-3), mais tombe à nouveau à 4 voies, et ce, jusqu'aux limites de Bradenton. Plusieurs sections entre Fort Myers et Bradenton sont toutefois à 6 voies, alors qu'une voie est progressivement ajoutée en ce moment dans les deux directions (construction). Entre les miles 200 et 265, elle est une autoroute à 6 voies, alors qu'elle contourne Tampa par l'est. Entre les miles 265 et 274 (jonction avec l'Interstate 275), elle est une autoroute à 4 voies, puis redevient une autoroute à 6 voies pour une très courte distance. De ce point jusqu'à la Géorgie, elle est une autoroute à 4 voies, le territoire étant beaucoup moins urbanisé

## Autoroute auxiliaire
L'Interstate 75 possède une seule autoroute auxiliaire en Floride; il s'agit de l'Interstate 275, qui relie la 75 à Tampa et à St. Petersburg dans la région de Tampa. Elle est longue d'environ 60 miles

## Aires de service
| Everglades                  | 35  | nord et sud |  |
| Everglades                  | 67  | nord et sud |  |
| Fort Myers                  | 132 | nord        |  |
| Punta Gorda                 | 160 | nord et sud |  |
| Tampa                       | 276 | nord et sud |  |
| Nobleton                    | 307 | nord et sud |  |
| Ocala                       | 346 | nord et sud |  |
| Gainesville                 | 381 | nord et sud |  |
| Providence                  | 413 | nord et sud |  |
| Genoa                       | 439 | nord et sud |  |
| - Service Plaza - Rest Area |     |             |  |

## Péage
Dans toute la Floride, seule la section de l'Alligator Alley est à péage dans les deux directions, sur une distance de 78 miles (126 kilomètres).

## Distances

### Sections
| Section                   | Miles | km  | Sorties   | Villes           |
|                           |       |     |           |                  |
| Grand Miami               | 23    | 37  | 1 à 23    | Hialeah-Weston   |
| Alligator Alley (à péage) | 78    | 126 | 23 à 101  | Weston-Naples    |
| Côte ouest de la Floride  | 209   | 337 | 101 à 309 | Naples-Wildwood  |
| Nord de la Floride        | 161   | 257 | 309 à 467 | Wildwood-Géorgie |
|                           |       |     |           |                  |
| Total                     | 471   | 757 | –         | –                |

### Villes
| Ville       | Miles   | km      |
|             |         |         |
| Miami       | 0       | 0       |
| Naples      | 105     | 169     |
| Fort Myers  | 136     | 220     |
| Bradenton   | 220     | 355     |
| Tampa       | 228-270 | 369-435 |
| Ocala       | 352     | 566     |
| Gainesville | 384     | 617     |
| Lake City   | 427     | 687     |

## Liste des échangeurs
| Liste des échangeurs de l'Interstate 75 en Floride | Liste des échangeurs de l'Interstate 75 en Floride | Liste des échangeurs de l'Interstate 75 en Floride | Liste des échangeurs de l'Interstate 75 en Floride                                     | Liste des échangeurs de l'Interstate 75 en Floride                                                                               | Liste des échangeurs de l'Interstate 75 en Floride                                                                                |
| Localisation / Ville                               | Mile                                               | km                                                 | #                                                                                      | Intersection / Destinations | Notes |
| -------------------------------------------------- | -------------------------------------------------- | -------------------------------------------------- | -------------------------------------------------------------------------------------- | --- | --- |
| Miami Lakes                                        | 0,00                                               | 0,00                                               | FL-924 est (Gratigny Parkway), Opa-locka, North Miami                                  | FL-924 est (Gratigny Parkway), Opa-locka, North Miami                                                                            | Terminus sud de l'Interstate 75 dans tous les États-Unis                                                                          |
| Miami Lakes                                        | 0,04                                               | 0,06                                               | 1AB                                                                                    | FL-826 (Palmetto Expressway), South Miami, Miami, Miami Gardens                                                                  | principal accès à Miami depuis la I-75 sud; numérotée 1A vers le nord (Miami Gardens) et 1B vers le sud (Miami)                   |
| Hialeah                                            | 1,47                                               | 2,36                                               | 2                                                                                      | NW 138th Street, Graham Dairy Road, Hialeah Gardens                                                                              | la I-75 tourne vers le nord |
| Palm Springs North                                 | 4,45                                               | 7,16                                               | 4                                                                                      | FL-860 est (NW 186th Street, Miami Gardens Drive), Miami Gardens                                                                 | |
|                                                    | 4,92                                               | 7,92                                               | 5                                                                                      | FL-821 (Turnpike, Homestead Extension), Florida City, Key West                                                                   | sortie sud et entrée nord seulement; sortie 39 du Turnpike                                                                        |
| Miramar                                            | 6,96                                               | 11,21                                              | 7AB                                                                                    | Miramar Parkway (route de comté 858)                                                                                             | numérotée 7A vers l'est et 7B vers l'ouest                                                                                        |
| Pembroke Pines                                     | 9,20                                               | 14,81                                              | 9AB                                                                                    | FL-820 (Pines Boulevard), Pembroke Pines, Hollywood                                                                              | numérotée 9A vers l'est et 9B vers l'ouest                                                                                        |
| Pembroke Pines                                     | 10,86                                              | 17,48                                              | 11AB                                                                                   | Sheridan Street (route de comté 822)                                                                                             | numérotée 11A vers l'est et 11B vers l'ouest                                                                                      |
| Davie                                              | 13,16                                              | 21,18                                              | 13AB                                                                                   | Griffin Road, vers FL-818 | numérotée 13A vers l'est et 13B vers l'ouest                                                                                      |
| Weston                                             | 14,99                                              | 24,13                                              | 15                                                                                     | Royal Palm Boulvard | |
| Sunrise                                            | 17,37                                              | 27,96                                              | 19                                                                                     | I-595 est (Port Everglades Parkway), FL-869 nord (Sawgrass Expressway), Fort Lauderdale, Coral Springs, West Palm Beach, Tamarac | terminus ouest de l'I-595; terminus sud de la FL-869; l'I-75 tourne vers l'ouest                                                  |
| Weston                                             | 21,11                                              | 33,98                                              | 21                                                                                     | FL-84 ouest, Weston, Indian Tracé                                                                                                | sortie nord et entrée sud seulement; accès complet via la sortie 22                                                               |
| Weston                                             | 22,06                                              | 35,50                                              | 22                                                                                     | FL-84 est (Glades Parkway) | |
| Weston                                             | 23,49                                              | 37,81                                              | 23                                                                                     | US 27, Hialeah, Miami, South Bay, Belle Glade                                                                                    | dernière sortie avant péage direction nord; extrémité est de la section de l'Alligator Alley; aucune sortie pour 26 miles (42 km) |
|                                                    | ~25                                                | ~40                                                | Poste de péage de l'Alligator Alley direction nord                                     | Poste de péage de l'Alligator Alley direction nord                                                                               | Poste de péage de l'Alligator Alley direction nord                                                                                |
| réserve indienne Miccosukee                        | 49,42                                              | 79,54                                              | 49                                                                                     | route de comté 833 (Snake Road), Clewiston                                                                                       | aucune sortie pour 31 miles (50 km)                                                                                               |
|                                                    | 80,04                                              | 128,82                                             | 80                                                                                     | FL-29, Everglades City, Immokalee, La Belle                                                                                      | aucune sortie pour 21 miles (34 km)                                                                                               |
|                                                    | 100                                                | 161                                                | Poste de péage de l'Alligator Alley direction sud                                      | Poste de péage de l'Alligator Alley direction sud                                                                                | Poste de péage de l'Alligator Alley direction sud                                                                                 |
|                                                    | 101,28                                             | 163,00                                             | 101                                                                                    | Route de comté 951 vers FL-84, Naples, Marco Island, Goodland                                                                    | |
| 104.55                                             | 168.26                                             | 105                                                | route de comté 886 (Golden Gate Parkway), Golden Gate, Naples                          | | |
| 107,13                                             | 172,41                                             | 107                                                | route de comté 896 (Pine Ridge Road), Naples, Golden Gate, North Naples                | | |
| 111,40                                             | 179,28                                             | 111                                                | route de comté 846 (Immokalee Road), Naples Park, Immokalee                            | | |
| Bonita Springs                                     | 115,38                                             | 185,69                                             | 116                                                                                    | route de comté 865 (Bonita Beach Road), Bonita Springs                                                                           | |
| Estero                                             | 122,74                                             | 197,54                                             | 123                                                                                    | route de comté 850 (Corkscrew Road, Miromar Outlets Boulevard), Germain Arena, Estero                                            | |
|                                                    | 127,06                                             | 204,49                                             | 128                                                                                    | route de comté 840 (Alico Road), San Carlos Park, Aéroport international du sud-ouest de la Floride (RSW)                        | |
| 130,80                                             | 210,51                                             | 131                                                | route de comté 876 (Daniels Parkway), Cape Coral, Fort Myers Villas                    | | |
| Fort Myers                                         | 135,42                                             | 217,94                                             | 136                                                                                    | FL-884 (Colonial Boulevard), Fort Myers, Lehigh Acres, Cape Coral                                                                | |
| Fort Myers                                         | 136,98                                             | 220,45                                             | 138                                                                                    | FL-82 (Martin Luther Ling Jr. Blvd.), Fort Myers, Immokalee                                                                      | |
|                                                    | 138,49                                             | 222,88                                             | 139                                                                                    | route de comté 810 (Luckett Road), Fort Myers                                                                                    | |
| 140,41                                             | 225,97                                             | 141                                                | FL-80 (Palm Beach Boulevard), Fort Myers, Fort Myers Shores, La Belle, West Palm Beach | | |
| Bayshore                                           | 142,77                                             | 229,77                                             | 143                                                                                    | FL-78 (Bayshore Road, Pine Island Road), North Fort Myers, Cape Coral, Babcock                                                   | aucune sortie pour 15 miles |
|                                                    | 157,00                                             | 252,67                                             | 158                                                                                    | route de comté 762 (Tuckers Grade), Tropical Gulf Acres, North Fort Myers                                                        | |
| 160,27                                             | 257,93                                             | 161                                                | route de comté 768 (North Jones Loop Road), Punta Gorda                                | | |
| Solana                                             | 163,61                                             | 263,30                                             | 164                                                                                    | US 17, Punta Gorda, Arcadia, Bartow                                                                                              | |
|                                                    | 165,00                                             | 265,50                                             | Pont au-dessus de la rivière Peace                                                     | Pont au-dessus de la rivière Peace                                                                                               | Pont au-dessus de la rivière Peace                                                                                                |
|                                                    | 166,39                                             | 267,78                                             | 167                                                                                    | route de comté 776 (Harborview Road), Charlotte Harbor                                                                           | |
| 169,57                                             | 272,90                                             | 170                                                | route de comté 769 (Kings Highway), Arcadia, Port Charlotte, Fort Ogden                | | |
| North Port                                         | 178,55                                             | 287,36                                             | 179                                                                                    | route de comté 779 (Toledo Blade Boulevard), North Port, Port Charlotte                                                          | |
| North Port                                         | 181,50                                             | 292,10                                             | 182                                                                                    | route de comté 771 (Sumter Boulevard), North Port                                                                                | |
|                                                    | 190,58                                             | 306,70                                             | 191                                                                                    | route de comté 777 (River Road), North Port, Englewood                                                                           | |
| 192,82                                             | 310,31                                             | 193                                                | route de comté 765 (Jacaranda Boulevard), Englewood, South Venice, Venice              | | |
| Venice                                             | 195,10                                             | 314,01                                             | 195                                                                                    | route de comté 762 (Laurel Road), Nokomis, Venice, Laurel                                                                        | |
|                                                    | 199,31                                             | 320,77                                             | 200                                                                                    | FL-681 sud, Venice, Osprey | sortie sud et entrée nord seulement                                                                                               |
| 204,88                                             | 329,72                                             | 205                                                | FL-72 (Clark Road), Coral Cove, Siesta Key, Myakka River State Park                    | | |
| 206,90                                             | 332,98                                             | 207                                                | FL-758 (Bee Ridge Road), Bee Ridge, Sarasota                                           | | |
| Fruitville                                         | 209,62                                             | 337,54                                             | 210                                                                                    | FL-780 (Fruitville Road), Sarasota, Kensington Park                                                                              | |
|                                                    | 213,13                                             | 343,01                                             | 213                                                                                    | route de comté 610 (University Parkway), Sarasota, aéroport international de Bradenton-Sarasota                                  | |
| 216,82                                             | 348,98                                             | 217AB                                              | FL-70 (Oneco-Myakka City Road), Bradenton, Arcadia, Oneco                              | numérotée 217A vers l'est (Arcadia) et 217B vers l'ouest (Bradenton)                                                             | |
| 220,42                                             | 354,74                                             | 220AB                                              | FL-64, Bradenton, Zolfo Springs, Holmes Beach                                          | numérotée 220A vers l'est et 220B vers l'ouest                                                                                   | |
| 224,00                                             | 360,00                                             | Pont au-dessus de la rivière Manatee               | Pont au-dessus de la rivière Manatee                                                   | Pont au-dessus de la rivière Manatee                                                                                             | |
| 224,10                                             | 360,65                                             | 224                                                | US 301, Ellenton, Palmetto, Memphis                                                    | | |
| 227,87                                             | 366,82                                             | 228                                                | I-275 nord (Sunshine Skyway), St. Petersburg, Clearwater                               | aussi accès à Tampa (vers la sortie ou tout droit)                                                                               | |
| 229,29                                             | 369,00                                             | 229                                                | route de comté 683 (Mocassin Wallows Road), Parrish, Gillette                          | aucune sortie pour 11 miles | |
| 240,12                                             | 386,44                                             | 240AB                                              | FL-674, Ruskin, Sun City Center, Wikauma                                               | en direction sud, numérotée 240A vers l'est (Sun City Center) et 240B vers l'ouest (Ruskin)                                      | |
| 245,96                                             | 395,84                                             | 246                                                | route de comté 672 (Big Bend Road), Apollo Beach, Balm                                 | | |
| 250,15                                             | 402,59                                             | 250                                                | Gibsonton Drive, Gibsonton, East Tampa, Riverview                                      | | |
| 253,74                                             | 408,35                                             | 254                                                | US 301, Riverview, Progress Village, Palm River                                        | | |
| 255,58                                             | 411,32                                             | 256                                                | FL-618 (Lee Roy Selmon Expressway), Tampa, Port of Tampa                               | sortie 15 de la FL-618; à péage; principal accès à Tampa depuis la I-75 nord                                                     | |
| Brandon                                            | 256,55                                             | 412,89                                             | 257                                                                                    | FL-60 (Brandon Boulevard), Brandon, Tampa                                                                                        | |
| Mango                                              | 259,30                                             | 417,31                                             | 260AB                                                                                  | FL-574 (Martin Luther King Jr. Boulevard), Dover, Mango, Orient Park, Plant City                                                 | numérotée 260A vers l'est (Plant City) et 260B vers l'ouest (Orient Park) en direction sud                                        |
|                                                    | 260,72                                             | 419,60                                             | 261                                                                                    | I-4, Tampa, Lakeland, Orlando, Daytona Beach                                                                                     | sortie 9 de la I-4 |
| Temple Terrace                                     | 264,80                                             | 426,15                                             | 265                                                                                    | FL-582 (Fowler Avenue), Temple Terrace, Thonotosassa                                                                             | |
|                                                    | 265,81                                             | 427,78                                             | 266                                                                                    | route de comté 582A (Fletchers Avenue), Temple Terrace                                                                           | |
| Tampa                                              | 269,84                                             | 434,28                                             | 270                                                                                    | route de comté 581 (Bruce B. Downs Boulevard)                                                                                    | |
|                                                    | 273,70                                             | 440,49                                             | 274                                                                                    | I-275 sud, Tampa, St. Petersburg, Aéroport international de Tampa                                                                | principal accès à Tampa direction sud                                                                                             |
| Wesley Chapel                                      | 275,20                                             | 442,89                                             | 275                                                                                    | FL-56, Land O' Lakes, Tarpon Springs                                                                                             | |
| Wesley Chapel                                      | 278,67                                             | 448,47                                             | 279                                                                                    | FL-54, route de comté 54, Zephyrville, Wesley Chapel                                                                             | |
| Pasco                                              | 285,29                                             | 459,13                                             | 285                                                                                    | FL-52, Bayonet Point, Dade City, San Antonio                                                                                     | |
|                                                    | 292,62                                             | 470,93                                             | 293                                                                                    | Route de comté 41, Dade City, Blanton, Spring Lake                                                                               | |
|                                                    | 300,97                                             | 484,36                                             | 301                                                                                    | US-98, FL-50, Clermont, Brooksville, Orlando, Spring Hill                                                                        | |
|                                                    | 307,12                                             | 494,27                                             | 309                                                                                    | Vers route de comté 476, Webster, St. Catherine                                                                                  | |
| 313,03                                             | 503,78                                             | 314                                                | FL-48, Bushnell, Floral City                                                           | | |
| Lake Panasoffkee                                   | 319,46                                             | 514,13                                             | 321                                                                                    | route de comté 470, Sumterville, Inverness                                                                                       | |
|                                                    | 326,79                                             | 525,92                                             | 328                                                                                    | Turnpike sud, Orlando | sortie sud et entrée nord seulement; extrémité nord du Turnpike; sortie 309 du Turnpike; à péage                                  |
|                                                    | 328,00                                             | 527,87                                             | 329                                                                                    | FL-44, Inverness, Wildwood, Leesburg                                                                                             | aucune sortie pour 11 miles (18 km)                                                                                               |
| 339,35                                             | 546,14                                             | 341                                                | route de comté 484, Belleview, Dunnelon, Marion Oaks                                   | | |
| Ocala                                              | 348,34                                             | 560,59                                             | 350                                                                                    | FL-200, Ocala, Hernando, Beverly Hills (FL)                                                                                      | |
| Ocala                                              | 350,81                                             | 564,58                                             | 352                                                                                    | FL-40, Ocala centre, Martel, Silver Springs, Daytona Beach                                                                       | |
| Ocala                                              | 352,19                                             | 566,80                                             | 354                                                                                    | US 27, Ocala, Lady Lake, Williston, Bronson                                                                                      | |
|                                                    | 356,47                                             | 573,69                                             | 358                                                                                    | FL-326, Morriston | aucune sortie pour 10 miles (16 km)                                                                                               |
| Irvine                                             | 366,72                                             | 590,18                                             | 368                                                                                    | route de comté 318, Orange Lake, Citra, Williston, Irvine                                                                        | |
|                                                    | 373,65                                             | 601,33                                             | 374                                                                                    | route de comté 234, Micanopy | |
| Gainesville                                        | 382,39                                             | 615,39                                             | 382                                                                                    | FL-121 vers FL-331 (Williston Road), Gainesville, Williston                                                                      | |
| Gainesville                                        | 383,69                                             | 617,49                                             | 384                                                                                    | FL-24 (Archer Road), Archer, Gainesville, University of Florida                                                                  | |
| Gainesville                                        | 387,21                                             | 623,16                                             | 387                                                                                    | FL-26, Gainesville, Newberry, Trenton                                                                                            | |
|                                                    | 389,81                                             | 637,24                                             | 390                                                                                    | FL-222, Gainesville, Fairbanks                                                                                                   | |
| Alachua                                            | 398,85                                             | 641,89                                             | 399                                                                                    | US 441, Alachua, High Springs, Perry                                                                                             | |
| Traxler (en)                                       | 404,22                                             | 650,53                                             | 404                                                                                    | route de comté 236, High Springs, Lake Butler                                                                                    | aucune sortie pour 10 miles (16 km)                                                                                               |
| Ellisville                                         | 413,70                                             | 665,80                                             | 414                                                                                    | US 41, US 441, High Springs, Lake City                                                                                           | |
|                                                    | 422,63                                             | 680,16                                             | 423                                                                                    | FL-47, Lake City, Columbia, Fort White                                                                                           | |
| Lake City                                          | 427,35                                             | 687,75                                             | 427                                                                                    | US 90, Lake City, Live Oak | |
|                                                    | 434,70                                             | 699,58                                             | 435                                                                                    | I-10, Jacksonville, Tallahassee, Pensacola, Nouvelle-Orléans                                                                     | sortie 296 de la I-10; principal accès à la région côtière du Golfe du Mexique                                                    |
|                                                    | 439,38                                             | 707,12                                             | 439                                                                                    | FL-136, White Springs, Live Oak, Winfield                                                                                        | aucune sortie pour 12 miles (19 km)                                                                                               |
| 451,26                                             | 726,23                                             | 451                                                | US 129, Jasper, Suwannee Springs, Live Oak                                             | | |
| 460,35                                             | 740,85                                             | 460                                                | FL-6, Jasper, Madison                                                                  | | |
| Jennings                                           | 466,82                                             | 751,28                                             | 467                                                                                    | FL-143, Jennings, Pinetta | |
| Frontière Floride-Géorgie                          | 470,80                                             | 757,69                                             | I-75 nord, Valdosta (GA), Macon (GA), Atlanta (GA)                                     | I-75 nord, Valdosta (GA), Macon (GA), Atlanta (GA)                                                                               | Extrémité nord de l'Interstate 75 en Floride                                                                                      |
| - Échangeur Incomplet - Pont/Cours d'eau - Péage   |                                                    |                                                    |                                                                                        | | |